# Staunton (Indiana)
Staunton ist eine Stadt im Clay County in Indiana, USA. Sie ist Teil der Terre Haute Metropolitan Statistical Area.

## Geschichte
Staunton entstand im Jahr 1851 mit dem Bau der Eisenbahn durch dieses Gebiet. Die Stadt wurde nach Staunton in Virginia benannt. In den 1910er Jahren waren alle gewählten Beamten der Stadt Mitglieder der Sozialistischen Partei Amerikas.

## Medien
Die Stadt Staunton in Indiana ist die Heimat der fiktiven Figur „Altus Brown“ aus dem Kinderbuch „Altus Brown and the Great Sulphur Creek Bike Jump“. Der Autor E. Michael Brown wuchs in den 1970er und 1980er Jahren in der Stadt auf und schrieb das Buch als Hommage an die Magie des Kleinstadtlebens und all die Menschen, die dort leben.

## Geografie
Staunton hat eine Gesamtfläche von 0,88 Quadratkilometern, wovon alles Land ist.

## Demografie

### Bevölkerungsentwicklung
| Jahr | Einwohner | %±      |
| ---- | --------- | ------- |
| 1870 | 589       | —       |
| 1880 | 581       | −1,4 %  |
| 1890 | 549       | −5,5 %  |
| 1900 | 693       | 26,2 %  |
| 1910 | 746       | 7,6 %   |
| 1920 | 642       | −13,9 % |
| 1930 | 482       | −24,9 % |
| 1940 | 387       | −19,7 % |
| 1950 | 487       | 25,8 %  |
| 1960 | 490       | 0,6 %   |
| 1970 | 582       | 18,8 %  |
| 1980 | 607       | 4,3 %   |
| 1990 | 592       | −2,5 %  |
| 2000 | 550       | −7,1 %  |
| 2010 | 534       | −2,9 %  |
| 2020 | 472       | −11,6 % |
|      |           |         |